# Mycobacterium kansasii
Mycobacterium kansasii là một loại vi khuẩn trong chi Mycobacterium. Chi này bao gồm các loài được biết là gây bệnh nghiêm trọng ở động vật có vú, bao gồm bệnh lao và bệnh phong, nhưng loài này nói chung không nguy hiểm cho người khỏe mạnh.

## Mô tả
Gram dương, bất động, chiều dài trung bình, và kháng acid cồn.

## Đặc điểm khuẩn lạc
Khuẩn lạc tạo thành mịn đến các khuẩn lạc thô sau 7 ngày nuôi cấy và được coi là phát triển chậm. Các khuẩn lạc phát triển trong bóng tối không hình thành sắc tố, khi phát triển trong ánh sáng hoặc khi các khuẩn lạc mới được tiếp xúc nhanh với ánh sáng, các khuẩn lạc trở nên màu vàng rực rỡ (photochromogenic), theo phân loại Runyon là Mycobacteria không lao. Nếu được nuôi cấy trong môi trường có ánh sáng, hầu hết các chủng tạo thành các tinh thể màu đỏ sẫm của β-carotene trên bề mặt và bên trong khuẩn lạc.

## Sinh lý học
Sinh lý học của nó được mô tả là tăng trưởng trên thạch Middlebrook 7H10 ở 37 °C trong vòng 7 ngày trở lên, kháng với pyrazinamide và dễ nhạy cảm với ethambutol.

## Đặc điểm khác biệt
Nó có liên quan chặt chẽ với không gây bệnh, cũng phát triển chậm, không sắc màu. Cùng với M. gastri, cả hai loài đều chia sẻ một rDNA 16S giống nhau nhưng sự khác biệt là có thể bởi sự khác biệt trong chuỗi ITS và hsp65. Một thử nghiệm lai tạo thương mại (AccuProbe) để xác định tồn tại M. kansasii.

## Sinh bệnh học
Bệnh phổi mãn tính của con người giống như bệnh lao (xuất hiện ở thùy trên). Nhiễm trùng ngoài phổi, (viêm hạch cổ tử cung ở trẻ em, nhiễm trùng mô da và mô mềm và sự tham gia của hệ thống cơ xương), không phổ biến. Hiếm khi gây ra bệnh phổ biến ngoại trừ ở những bệnh nhân bị suy yếu miễn dịch tế bào (bệnh nhân cấy ghép nội tạng hoặc AIDS). Bệnh nhân bị bệnh phổi sillic có nguy cơ mắc bệnh. Cũng xuất hiện ở những bệnh nhân bị bệnh tế bào bạch cầu có lông, nhưng không xuất hiện ở các rối loạn tăng bạch cầu lympho khác. Mycobacterium kansasii đôi khi liên quan đến da trong bệnh nấm Sporotrichum.:341 Thường được coi là không dễ lây từ người này sang người khác. Nguồn lây nhiễm tự nhiên không rõ ràng. Nước máy được cho là hồ chứa chính liên quan đến bệnh của con người. Mức độ an toàn sinh học cấp 2.